# بروجريسف ميتال
البروجريسيف ميتال (وتعني الميتال التقدمي)، ويُعرف أحيانًا باسم بروغ ميتال هو نوع من أنواع الميتال يجمع بين الهيفي ميتال والبروغريسيف روك حيث يجمع بين «العدائية» الصارخة وصوت الغيتار المضخَّم الخاص بالهيفي ميتال مع المزيد من الألحان التجريبية، والمخية أو «الشبيهة بالكلاسيكية» الخاصة بالبروغريسيف روك. تستعرض الموسيقى مهارات العازفين التقنية المفرطة، وتستخدم عادةً الهارموني (انسجام النغمات) بالإضافة للإيقاعات المعقدة ذات التغيرات المتكررة في الموازير وتستخدم السنكوب كثيرًا.
بدأ ظهور النمط في أواخر الثمانينيات من العشرين تقريبًا، لكن نمط البروغريسيف ميتال لم يلاقي نجاحًا واسعًا حتى تسعينيات العشرين. ومن بعض الأمثلة لفرق البروغريسيف ميتال التي اكتسبت نجاحًا إعلاميًا فرقة كوينزرايك، وفرقة دريم ثياتر، وفرقة تول، وفرقة سيمفوني إكس، وشادو غاليري، وكينغز إكس، وفيتس وارنينغ. بدأت فرق الثراش ميتال والديث ميتال الأخرى بدمج عناصر من موسيقى البروغريسيف في أعمالها بعد وقت قصير من اكتساب هذا نوع شعبيةً كبيرة.

## التاريخ
طُور البروغريسيف ميتال كأسلوب موسيقي منفصل، من قبل أعضاء أمريكيين في أوساط الهيفي ميتال والباور ميتال في منتصف ثمانينيات القرن التاسع عشر، وبالتحديد من قبل كوينزرايك، وفيتس وارنينغ، ولاحقًا، دريم ثياتر. شكلت هذه الفرق ما يدعى بالثلاثي «الثلاثة الكبار» في البروغ ميتال، أو الفرق الأكثر أهمية وتأثيرًا في الوسط التقليدي. تطورت منذ ذلك الوقت على نحو غير خطي، مع إظهار الفرق التي لا يمكن عدها لابتكاراتها بأساليب شخصية.
يعود أصل هذا النمط إلى البدايات الأولى للهيفي ميتال أو الهارد روك والبروغريسيف روك عندما بدأت إحدى الفرق بدمج أسلوبين مختلفين. حافظ رواد حقبة ستينيات القرن التاسع عشر كينغ كريمزون على إبداعهم الموسيقي بالإضافة لدمج أساليب أكثر صعوبة باستخدام نغمات متنافرة وتجريبية، بالإضافة للمحافظة على علاقتها بكوردات (تآلفات) الباور الخاصة بالهارد روك. وفي الوقت ذاته، بدأت أقوى فرق الدوم ميتال مثل بلاك ساباث بدمج أبرز مؤثرات البروغريسيف في أبرز أقراصهم المسجلة مثل «السبت الدموي» (1973) و«تخريب» (1975). يُعرف الثلاثي الكندي رش بشكل واسع على أنه الجسر الواصل للفجوة ما بين الهارد روك، والبروغ الإنجليزي، والهيفي ميتال الأساسي. تأثروا في بداياتهم بفرقة ليد زيبلين، وتطوروا ليجمعوا بين تقنيات البروغريسيف روك الأساسية وكوردات الباور ذات الأساس المرتبط بالبلوز. أظهرت أقراصهم المسجلة مثل (2112) (1976)، و«وداع الملوك» (1977) و«نصفي الكرة» (1978) خبرةً تقنية ومهارةً في التلحين المعقد على الرغم من استخدامهم لأسلوب أكثر مباشرة من مؤسسي البروغ روك الإنجليزي.
جلب عام 1984 الألبومات الأولى كاملة المدة للفرق الأمريكية كوينزرايك من واشنطن، وفيتس وارنينغ من كونيكتيكت. بإلهام من أبرز مؤسسي الميتال مثل فرقة أيرون ميدن، إذ وسع كل منهما من موسيقاه لتشمل عناصر أكثر من البروغريسيف «التحذير» 1984، «الشبح في الداخل» 1985 -البعض منها من خلال تجارب صوتية وتحسينات تلحينية، والبعض الآخر من خلال بنى معقدة وريفات (نغمات قصيرة متكررة) غير تقليدية- حتى النصف الثاني من أعمالهم في 1968: «غضب النظام» و«إيقاظ الحارس». استُكشف كل من الفرقتين في السنوات التالية، بينما كانوا يتبعون طرقًا مختلفة -الأول أكثر أساسية وبساطة، والأخير أكثر سلاسةً وتعقيدًا- ووسعوا من التحسينات التقنية والبراعة الصوتية في موسيقاهم، متابعين وضع أساسات النمط من خلال أعمال هامة مثل «عملية: جريمة العقل» (1988) من قبل كوينزرايش، و«لا مخرج» (1988) و«التماثل المثالي» (1989) من قبل فيتس وارنينغ.
تشمل المجموعات الأخرى الهامة للبروغ ميتال في ثمانينيات القرن التاسع عشر كريمزون غلوري «السمو» 1988، وفرقة هير أبارينت، وفرقة سافتاج، والكنديين المبدعين فيوفود.
وجد البروغريسيف ميتال موطنًا له أيضًا في حركة السبيد ميتال الأمريكية المتنامية، مؤثرًا على فرق الهيفي ميتال الشعبية مثل فرقتيّ ميتاليكا وميغاديث. أخذ رواد «الماث ميتال» لفرقة واتش تاور من تكساس مفهوم تغيير الأزمنة لمستوى جديد، جامعين بين الثراش ميتال، والسنكبة والبروغ في ألبوماتهم «التفكيك النشط» (1985) و«السيطرة والمقاومة» (1989)، ما أنتج أسلوبًا تقنيًا مفرطًا مبنيًا على الإيقاعات التفكيكية النموذجية للجاز فيوجن (المختلط). أصبح هذا النوع ذاته من البروغ ميتال فيما بعد مقترنًا بالديث ميتال في فرق مثل آثيست في «وجود غير قابل للشك» (1991) وساينك في «تركيز» (1993). ومن بين رواد فرق الثراش ميتال الأخرى، إحدى أهم الفرق؛ الفرقة الكندية فويفود بأسلوبهم المعقد والتجريبي، الغني بالتنافر السايكديلي 1988 و1989.
قدمت الفرق الأمريكية الكبرى المزيد من التخطيط والتطور للنمط مثل سايكوتيك والتز ودريم ثياتر. قدمت فرقة سايكوتيك فالتز، من خلال أسلوبها الذي يجمع ما بين فرقة واتش تاور وفرقة فيتس وارنينغ، ألبوم (1990)، وجمعوا بين صوتهم الخاص والسايكدليك في (1992)، بينما استكشف أعضاء فرقة دريم ثياتر تراث الفرق السابقين لهم وطوروا من أسلوبهم الخاص في «عندما يتحد الحلم واليوم» (1989). ركز كلا الألبومين على آلة الكيبورد ومهارات عزف أعضاء الفرقة، وظهرت نتيجة جهودهم في الألبومين الأساسيين اللذين وضعا أسس البروغريسيف ميتال التقليدي «صور وكلمات» (1992) و«الصحو» (1994).
وبالنسبة لأوروبا، كانت فرقة سيغز إيفن الألمانية من بين الرواد، إذ بدأت من تقنية الثراش لفرقة واتش تاور، واستكشف أعضاؤها الزوايا الأكثر تقنية للبروغريسيف ميتال من خلال «خطوات» (1990)، وبعده في السنة التالية من خلال الأكثر لحنًا «حس التغيير» (1991).
تعتبر الفرق التالية من أبرز فرق البروغريسيف ميتال التي تشكلت في الولايات المتحدة:
- شادو غاليري: «منحوت في الحجارة» (1995)، مع عناصر ميلوديك (لحنية) وباور ميتال.
- فرقة النيوكلاسيكال سيمفوني إكس: «الأجنحة المقدسة للتراجيديا» (1997)، وريدمبشن «كامل الوقت» (2005)، وأو إس آي مع كيفن مور (عازف الكيبورد السابق لفرقة دريم ثياتر) وجيم ماثيوس (عازف الإيتار لفرقة فيتس وارنينغ).
- الفرق التي ركزت بشكل أكبر على العناصر التقنية زيرو آور: «أبراج الجشع» (2001)، ومجموعة آرك/ماثيوس (مشروع موازٍ لفرقة فيتس وارنينغ)، والفرق الموسيقية مثل سباستيك إنك، وليكويد تينشن إكسبيرمنت، وغورديان نَت وكانفاس سولاريس.

تُعتبر الفرق التالية من أبرز فرق البروغريسيف ميتال الأخرى التي تشكلت في أوروبا:
- جانب الميلوديك والباور ميتال بما فيه فرقة كونسبشن النرويجية «عقول موازية» (1993)، وفرقة آرك النرويجية، وفرقة فاندن بلاس الألمانية (1997)، وفرقة ثريشولد الإنجليزية، وفرقة رويال هنت الدنماركية «الظاهرة المتناقضة» (1997)، والفرقتين السويديتين أندروميدا وإيفرغراي «بحثًا عن الحقيقة» (2001)، وفرقة ريفرسايد البولندية «خارج ذاتي» (2003)، والفرقة الإسبانية آفالانش.
- فرق التكنيكال (التقنية) والاكسبرمينتال (التجريبية) بما فيها الفرقة النرويجية سبايرال آركتيكت مع أسلوبهم المبتكر الذي جمع بين فرقة واتشت أور وفرقة فيتس وارنينغ في ألبوم «كون شكاك» (1991)، وفرقة ليبروس «متلازمة الكلب الطويل» (2009) وفرقة فرانتيك بليب.
- من بين فرق أواخر القرن العشرين التي استطاعت إظهار إبداعها: فرقة آيرين من هولندا (وهي مشروع من قبل آرين أنثوني لوكاسن) وفرقة باين أوف سالفيشن السويدية، ركز آيريون على أوبرا الروك المسرحية والميلودرامية في «في القلعة الكهربائية» (1998) و«معادلة البشر» (2004)، إذ قدمها العديد من أعضاء مختلف فرق الميتال.